# Chuyện một con người chân chính
Chuyện một con người chân chính (tiếng Nga: Повесть о настоящем человеке) là một cuốn tiểu thuyết khai thác đề tài số phận con người trong cuộc Chiến tranh Vệ quốc vĩ đại của nhà văn Boris Polevoy, ra mắt lần đầu năm 1946.

## Nội dung
Trong cuộc chiến đấu trên không với quân đội Đức, phi công Alếchxây Mêrétxép của Hồng quân Xô Viết bị bao vây. Trong tình thế hiểm nghèo, anh vẫn chiến đấu đến phút cuối cùng, vì với anh thà như thế "còn hơn bị bắt sống". Trước sự tấn công của bốn chiếc máy bay của quân Đức, máy bay của Mêrétxép bị trúng đạn và gặp tai nạn. Sau thời gian bị bất tỉnh, anh tỉnh dậy và thấy mình trơ trọi giữa rừng với đôi chân bị thương, lại biết mình đang ở phía sau phòng tuyến địch nên anh quyết định bước đi. Dù phải chịu sự đau đớn và đói rét, Mêrétxép đã lê bước vượt qua được đoạn đường rừng trong suốt hai tuần lễ. Cuối cùng, anh đã đến được làng Pơlavơni - một ngôi làng kháng chiến của Nga, được cụ Mikhailô chăm sóc và cứu chữa tận tình. Sau đó, Mêrétxép được đồng đội tìm gặp và đưa về nhà thương ở Mátscơva chữa trị đôi chân.
Tại đây, không chỉ Mêrétxép mà còn nhiều đồng đội khác của anh cũng bị thương. Mỗi người có một nỗi đau mất mát khác nhau, nhưng tất cả đều chung một niềm mong ước là sớm được bình phục để trở lại chiến trường tiếp tục chiến đấu. Với Mêrétxép, niềm tin đó càng mãnh liệt hơn. Dù bắt đầu bằng những bước chân khập khiễng trên đôi chân giả, anh vẫn kiên trì tập luyện và gò mình vào một chương trình tập luyện khắt khe.
Chính ý chí cùng lòng quyết tâm đã đưa anh trở lại chiến trường với công việc của một phi công chiến đấu như trước đây, khiến mọi người hết sức khâm phục và ngạc nhiên. Và, niềm hạnh phúc lớn nhất của Mêrétxép là được tham gia vào cuộc chiến chống lại quân Đức, chiến đấu trên không bảo vệ nền hòa bình của đất nước Nga…

## Chuyển thể
- Một con người chân chính (phim, 1948)
- Một con người chân chính (truyện tranh)

## Xem thêm